# Cliffs of Gallipoli
Cliffs of Gallipoli (lett. "le scogliere di Gallipoli") è un singolo del gruppo power metal svedese dei Sabaton, pubblicato il 30 maggio 2008 e primo estratto dal loro album The Art of War. Fu uno dei brani più ascoltati in Svezia tra il 2008 e il 2009.
La canzone narra la campagna di Gallipoli della prima guerra mondiale, descrivendo le immani perdite umane e i magri risultati dello scontro militare.

## Il brano
(Ritornello della canzone.)
La canzone parla della campagna di Gallipoli della prima guerra mondiale, nella fattispecie del drammatico sbarco delle truppe ANZAC sulle spiagge turche, della futilità dello scontro e delle enormi perdite umane sostenute da entrambi gli schieramenti, a fronte di guadagni territoriali irrisori.
Adottando un punto di vista neutro Cliffs of Gallipoli, anche grazie a un tono musicale lento e ricco di acuti isolati, trasmette la drammaticità della fallita invasione dell'Impero ottomano da parte della Triplice Intesa durante la prima guerra mondiale, arenatasi alla prima fase e mai avanzata oltre le spiagge della Turchia, respinta dalla forte resistenza degli ottomani. Complessivamente, con 500 000 tra morti, feriti e dispersi tra entrambi gli schieramenti, la campagna di Gallipoli fu estremamente sanguinosa senza essere affatto risolutiva per le sorti del conflitto, provocando solo l'inutile sacrificio di migliaia di giovani uomini.

## Classifiche

### Classifiche settimanali
| Classifica (2008) | Posizione migliore |
| ----------------- | ------------------ |
| Svezia            | 1                  |
| Classifica (2009) | Posizione migliore |
| Svezia            | 3                  |